# Satcol
Satcol es el nombre dado al satélite geoestacionario que quería adquirir el gobierno colombiano para ser puesto en órbita en el año 2013. Este satélite será un dispositivo de aproximadamente 4 toneladas de peso y se mantendrá en órbita durante 15 años de vida útil. La carga útil del satélite estará acoplada a la plataforma que soporta los subsistemas eléctrico, térmico y de propulsión, entre otros. Una vez desplegados los paneles solares, el satélite en el espacio exterior tendrá una longitud de 60 metros.
Con este proyecto el Ministerio de Tecnologías de la Información y las Comunicaciones pretende dotar de Internet y telefonía a 30.000 lugares apartados de su geografía, entre estos hospitales, colegios, bibliotecas, alcaldías y concejos.

## Proyecto Satcol
Es un proyecto planteado en el documento Conpes 3579 que busca dotar a Colombia de servicios de alta tecnología en telecomunicaciones. El proyecto está valorado en más de 500 mil millones de pesos colombianos. Los resultados de la evaluación de las propuestas planteadas por oferentes internacionales fue conocida a finales de noviembre de 2009, donde la única propuesta válida, de la empresa rusa ISS/Reshetnev, fue rechazada por no cumplir todas las condiciones jurídicas, técnicas y financieras del contrato a firmarse. Anteriormente en la licitación, habían mostrado interés fabricantes de satélites de Estados Unidos, Francia, Rusia y China y operadores de satélites de Estados Unidos, Canadá, Países Bajos y Rusia. Una nueva licitación se abrió en abril de 2010.

### Justificación del proyecto
La mayor parte de la telefonía y telecomunicaciones en Colombia se basa en sistemas de comunicación hechos en fibra óptica, que dado a la geografía andina hace muy difícil y costoso la interconexión total del país, Colombia ha tenido la iniciativa de este proyecto por más de 30 años llegando incluso a plantearlo como una iniciativa andina que no prosperó. El satélite es parte de un ambicioso programa que espera tener 50.000 puntos de la geografía colombiana interconectado siendo el 80% de este vía satélite, con este proyecto Colombia ahorraría 165 millones de dólares durante los próximos 15 años.

## Desierta la licitación
En septiembre de 2010 se declaró desierta la licitación que permitía el desarrollo del satélite Satcol. En ese momento la única compañía que se presentó fue la multinacional China Great Wall Industry Corporation (Cgwic) que fue recomendada por funcionarios del ministerio de tecnologías de información.